# Flughafen Franjo Tuđman Zagreb

i7
i11
i13
Der Flughafen Franjo Tuđman Zagreb (kroatisch Međunarodna zračna luka Franjo Tuđman Zagreb, IATA-Code: ZAG, ICAO-Code: LDZA) ist der internationale Flughafen der kroatischen Hauptstadt Zagreb. Der seit 2016 nach dem ersten demokratisch gewählten Präsidenten Franjo Tuđman umbenannte Flughafen verfügt über ein Terminal und fertigt im Jahr über drei Millionen Passagiere ab. Er dient als Heimatflughafen der staatlichen Fluggesellschaft Croatia Airlines und befindet sich 10 Kilometer südöstlich des Zentrums von Zagreb in der Gemeinde Velika Gorica.

## Lage und Verkehrsanbindung

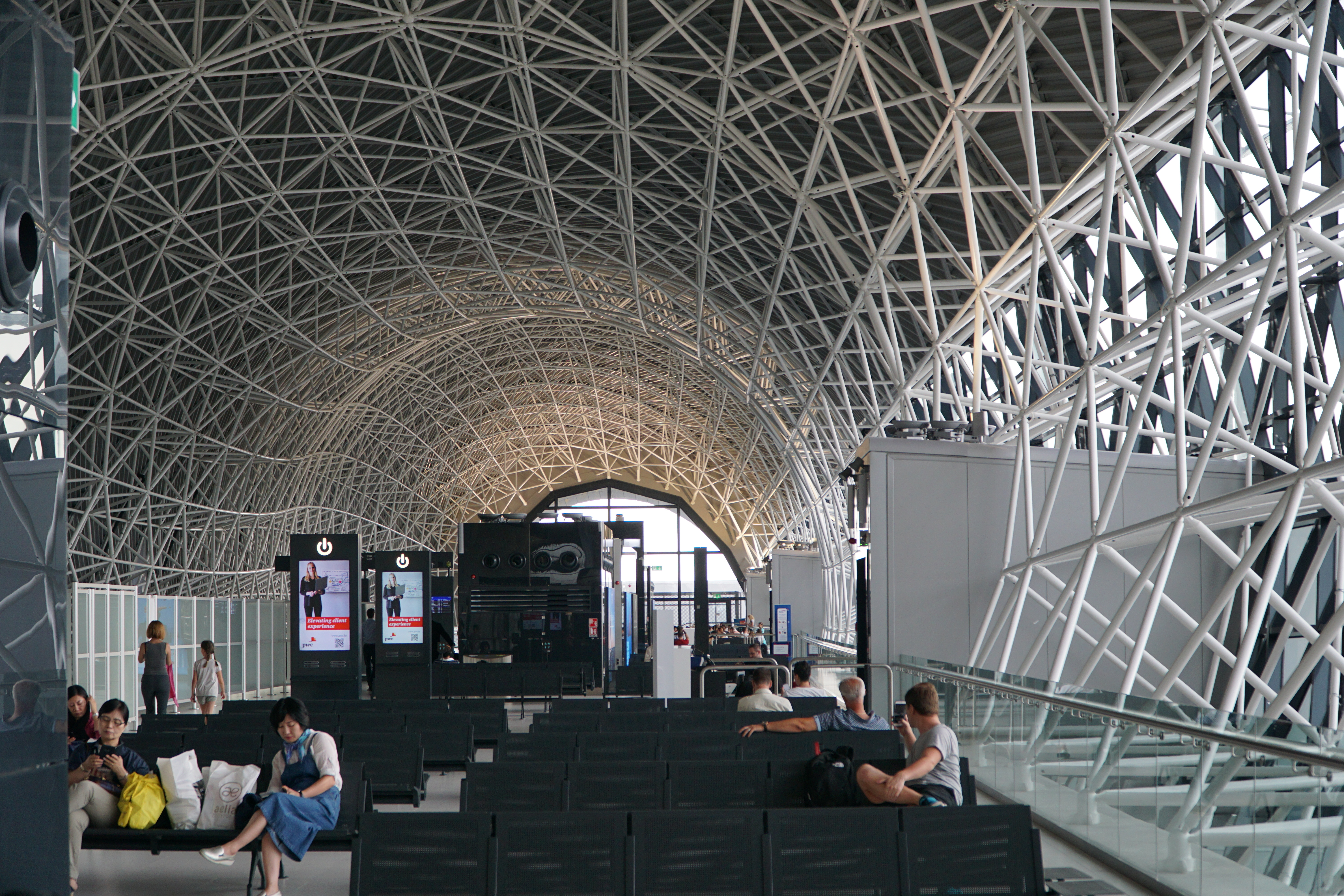
Innenaufnahme des Terminal-Gebäudes im Juni 2017.

- Auto: Der Airport liegt im Stadtteil Pleso der Stadt Velika Gorica, 17 Kilometer südöstlich des Zentrums von Zagreb.
- Parken im Ankunftsbereich: Im Ankunftsbereich sind weder eine kostenlose Durchfahrt noch kostenloses Kurzzeitparken möglich. Die minimale Parkgebühr beträgt aktuell 3,50 Euro für die ersten 60 Minuten (Stand April 2023).[2]
- Nahverkehrs-Bus: Das öffentliche Nahverkehrs-Unternehmen Zagrebs ZET hat 2017 die neue Buslinie 290 eingeführt, die den Flughafen an die Zagreber Innenstadt (und an Velika Gorica in die andere Richtung) grob im Halbstundentakt anbindet.[3] Eine Fahrt nach Zagreb kostet 2,65 Euro. (Stand: April 2023)
- Shuttle-Bus nach Zagreb: Es gibt einen Shuttle-Service von Pleso-Prijevoz, einem Tochterunternehmen von Croatia Airlines,  ab dem Busbahnhof (kroat. autobusni kolodvor) auf der Držićeva avenija, der mit den städtischen Straßenbahnlinien leicht zu erreichen ist und unweit vom Hauptbahnhof (Glavni kolodvor) liegt. Die Fahrtdauer beträgt 35–40 Minuten und kostet 8 Euro je Fahrt. (Stand: April 2023)[4]
- Shuttle-Bus nach Rijeka: Pleso Prijevoz bietet des Weiteren einen täglichen Hin-und-Rückfahrt-Shuttleservice vom und zum Stadtzentrum der Hafenstadt Rijeka. Das Ticket kostet für eine Fahrt 26,54 Euro und für Hin- und Rückfahrt 39,82 Euro. Die Fahrt dauert ca. 2:15h. (Stand: April 2023)[5]

## Betreiber
Am 11. April 2012 erhielt die neugegründete ZIAC (Zagreb International Airport Company), ein Konsortium aus der Betreibergesellschaft des Flughafens Paris (Aéroports de Paris) und der französischen Baukonzerns Bouygues, die Genehmigung zum Bau eines zweiten Terminals sowie die Konzession über die Nutzung und den Betrieb des neuen und des bestehenden Terminals für 30 Jahre. Zugleich wurde der Flughafen umbenannt. Zuvor war er als Flughafen Zagreb (Zračna luka Zagreb) und als Pleso bekannt. Im März 2017 fand die Eröffnung des neuen Terminals statt und der gesamte Linienflugbetrieb wurde auf das neue Terminal umgelagert.

### Eigentümerstruktur
Die Eigentümerstruktur von Zračna luka Zagreb d.o.o. teilt sich wie folgt auf:
- Republik Kroatien 55 %
- Stadt Zagreb 35 %
- Gespanschaft Zagreb 5 %
- Stadt Velika Gorica 5 %

### Beteiligungen
Die Eigentümergesellschaft Zračna luka Zagreb d.o.o. mit 15 % am Flughafen Mostar in Bosnien-Herzegowina beteiligt.

## Terminal
Am 28. März 2017 wurde der neue Terminal eröffnet. Er ist 65,800 m² groß und verfügt über 30 Check-in-Schalter (B1-B15 und C1-C15), 4 Gepäckausgabe-Karussells und 8 Fluggastbrücken (Gates 21-28).
Darüber hinaus verfügt das neue Vorfeld über drei Außenstellplätze neben dem Terminal, während in der Hochsaison auch Stellplätze am alten Terminal genutzt werden.
Im dritten Stock befindet sich die Sicherheitskontrolle, die über 5 Röntgengeräte verfügt; ein wird nur für Besatzungen und Flughafen-Personal benutzt.
Gates 10-12 und 21-25A werden für Flüge innerhalb des Schengen-Raums benutzt, wobei Gates 16-18 und 25B-28 für Non-Schengen Flüge bereítstehen. Das Einsteigen von Gates 10-12 und 16-18 erfolgt mit Bussen.
Der Flughafenbetreiber hat angegeben, 2025 seien Arbeiten geplant, um die Kapazitäten zu erhöhen. Gemäß dem Konzessionsvertrag ist auch die Erweiterung des Terminals vorgesehen, entsprechend der steigenden Passagierzahlen.

## Fluggesellschaften und Ziele
Der Flughafen Zagreb verfügt über Verbindungen zu wichtigen europäischen Flugzielen. Im deutschsprachigen Raum zählt hierzu Berlin.
Größte Fluggesellschaft war bis 2021 die in Zagreb beheimatete Croatia Airlines.
Im Sommerflugplan 2024 wurden von Zagreb aus insgesamt 66 Flugziele von 20 Fluggesellschaften angeflogen.

## Verkehrszahlen
2023 hat der Flughafen insgesamt 3.723.650 Passagiere abgefertigt.

Im Juni 2024 wurden zum ersten Mal mehr als 400.000 Passagiere (406.031) in einem Monat verzeichnet. Dieser Wachstum setzte sich auch im Juli fort. In diesem Monat wurden 432.608 Fluggäste abgefertigt. Damit verzeichnet der Flughafen wieder ein höheres Passagieraufkommen als im letzten Jahr. In den ersten sieben Monaten des Jahres 2024 wurden 2.403.425 Fluggäste abgefertigt, was 16,5 % mehr ist als im gleichen Zeitraum des letzten Jahres.
| Jahr | Fluggastaufkommen | Luftfracht (Tonnen) | Flugbewegungen |
| ---- | ----------------- | ------------------- | -------------- |
| 2023 | 3.723.650         | 10.859              | 45.726         |
| 2022 | 3.124.605         | 11.528              | 42.310         |
| 2021 | 1.404.478         | 10.834              | 29.605         |
| 2020 | 924.823           | 9.848               | 21.510         |
| 2019 | 3.435.531         | 12.684              | 45.061         |
| 2018 | 3.336.310         | 13.675              | 43.688         |
| 2017 | 3.092.047         | 11.718              | 41.585         |
| 2016 | 2.766.087         | 10.074              | 40.796         |
| 2015 | 2.587.798         | 9.225               | 39.854         |
| 2014 | 2.430.971         | 8.855               | 38.348         |
| 2013 | 2.300.231         | 9.206               | 38.894         |
| 2012 | 2.342.309         | 9.494               | -              |
| 2011 | 2.319.098         | 9.450               | -              |
| 2010 | 2.071.561         | 9.386               | -              |
| 2009 | 2.062.242         | 11.231              | -              |
| 2008 | 2.192.453         | 11.966              | -              |
| 2007 | 1.992.455         | 12.348              | -              |
| 2006 | 1.582.713         | 23.002              | -              |